# Thorsten Merten
Thorsten Merten (Ruhla, 1963) è un attore tedesco.
Merten è padre di due figli e una figlia, vivono a Berlino. 

## Filmografia (parziale)
- Catastrofi d'amore, regia di Andreas Dresen (2002)
- Schussangst, regia di Dito Tsintsadze (2003)
- Stauffenberg - Attentato a Hitler, regia di Jo Baier (2004)
- Wolff, un poliziotto a Berlino - serie TV, (1 episodio) (2004)
- Squadra speciale Lipsia - serie TV, (1 episodio) (2005)
- Im Namen des Gesetzes - serie TV, (1 episodio) (2005)
- Le particelle elementari, regia di Oskar Roehler (2006)
- Guarda Costiera - serie TV, (2010)
- Halt auf freier Strecke, regia di Andreas Dresen (2011)
- Babylon Berlin - serie TV, (2017-in corso)
- Gundermann, regia di Andrea Dresen (2018)
- Donbass, regia di Serhij Volodymyrovyč Loznycja (2018)
- Das schönste Mädchen der Welt, regia di Aron Lehmann (2018)
- Il Grifone - serie TV, (2023)
- Miss Merkel – Mord im Schloss, regia di Christoph Schnee (2023)
- Miss Merkel – Mord auf dem Friedhof, regia di Torsten Wacker (2024)
- Bach - Il miracolo della musica, regia di Florian Baxmeyer (2024)

## Doppiatori italiani
Nelle versioni in italiano delle opere in cui ha recitato, Thorsten Merten è stato doppiato da:
- Stefano De Sando in Naked Among Wolves - Il bambino nella valigia
- Franco Mannella in The Last Word
- Edoardo Nordio in Miss Merkel – Mord im Schloss e Miss Merkel – Mord auf dem Friedhof